# Publi Corneli Escipió (marit d'Escribònia)
Publi Corneli Escipió (en llatí Publius Cornelius Scipio) va ser un notable romà que es va casar amb Escribònia que més tard va ser la dona d'Octavi (August). Formava part de la gens Cornèlia i era de la família dels Escipió.
No es coneixen detalls de la seva vida i la seva descendència és força incerta. Suetoni diu que els dos marits d'Escribònia abans del seu enllaç amb August, eren de rang consular però com que el darrer Escipió que va ser cònsol era Luci Corneli Escipió Asiàtic (cònsol 83 aC), aquest Corneli hauria estat només cònsol sufecte o seria consular hereditari. Hauria tingut almenys dos fills: Publi Corneli Escipió (cònsol 16 aC) i Cornèlia, casada amb Paule Emili Lèpid censor el 22 aC. Un altre possible fill hauria estat llegat del procònsol d'Àfrica, Juni Bles, en la campanya contra Tacfarines l'any 22 i que només es pot identificar amb el nom de Corneli Escipió. Finalment podria ser també filla una Cornèlia que es va casar amb Luci Volusi Saturní (cònsol sufecte any 3) i va ser la mare de Quint Volusi Saturní (cònsol any 56).